# Lasiocala jenseni
Lasiocala jenseni är en skalbaggsart som beskrevs av Soula 2006. Lasiocala jenseni ingår i släktet Lasiocala och familjen Rutelidae. Inga underarter finns listade i Catalogue of Life.